# Vietnamesischer Kardinalfisch
Der Vietnamesische Kardinalfisch (Tanichthys micagemmae) ist ein Süßwasserfisch aus der Familie der Karpfenfische (Cyprinidae) und der Gattung Kardinalfische (Tanichthys). Er wurde bisher nur im Ben-Hai-Fluss in der Provinz Quảng Trị im zentralen Vietnam gefunden.  Durch sein friedliches Verhalten und seine Größe ist er als Zierfisch für die Vergesellschaftung mit kleinen Süßwassergarnelen geeignet. Das Art-Epitheton micagemmae verweist auf das funkelnde Farbmuster der Art (lateinisch micare „funkeln“, gemma „Juwel“).

## Merkmale
Der Vietnamesische Kardinalfisch erreicht eine Länge von maximal etwa 2,3 cm. Kopf und Rumpf unterhalb der mittig verlaufenden Seitenlinie sind weißlich mit zahlreichen dunkelgrauen Punkten. Auf den Körperseiten verlaufen zwei Längsbänder von gleicher Breite, der obere ist weiß, der untere schwarz.
- Flossenformel: Dorsale 8; Anale 11.